# Домброва-Гурнича-Восточная
Домброва-Гурнича-Восточная  (пол. Dąbrowa Górnicza Wschodnia) — пассажирская и грузовая железнодорожная станция в городе Домброва-Гурнича (расположенная в дзельнице Стшемешице-Вельке), в Силезском воеводстве Польши. Имеет 1 платформу и 2 пути.
Станция была построена в 1931 году на железнодорожной линии Тунель — Сосновец-Главный. Кроме того, с 1976 года здесь расположена грузовая линия Домброва-Гурнича-Товарная — Путевой пост Паневник.